# رثاء إيكاروس (لوحة)
رثاء إيكاروس (بالإنجليزية: The Lament for Icarus) هي لوحة بريشة الرسام الأنكليزي هربرت جيمس درابر في عام 1898 ، تصور أسطورة إيكاروس ، تعتبر من النماذج المهمة على الفن الكلاسيكي ، اللوحة محفوظة في متحف تيت في لندن ، المملكة المتحدة.

## خلفية
تقول ألاسطورة بأن إيكاروس ووالده ديدالوس سجنا في برج من قبل الملك مينوس ملك كريت. لذلك صنع ديدالوس أجنحة من الشمع والريش حتى يتمكنوا من الهروب من الجزيرة. قبل القيام برحلتهم، حذر دايدالوس ابنه من الطيران على ارتفاع منخفض جدًا حتى لا يبلل ويثقل الأجنحة بمياه البحر، ولا يطير عالياً بحيث تذوب حرارة الشمس الشمع. عند الطيران، شعر إيكاروس بأنه مثل الآلهة وارتكب الخطأ القاتل المتمثل في الطيران عالياً جدًا، وعندها ذاب الشمع وسقط إيكاروس إلى الأرض ولقي حتفه. تعتبر القصة درس في الغطرسة.

## الوصف

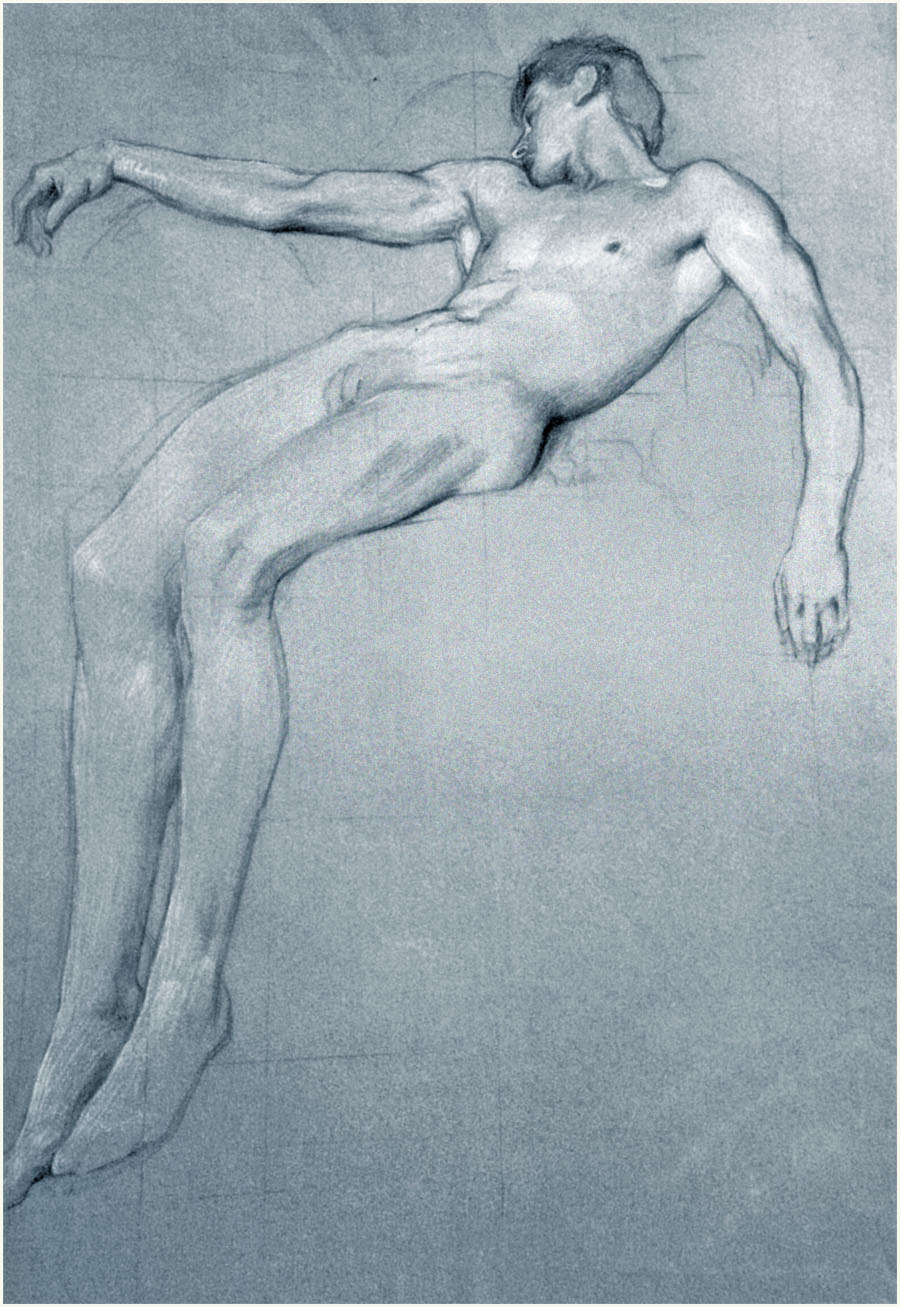
رسم درابر التحضيري لإيكاروس

في تسعينيات القرن التاسع عشر ، ركز درابر بشكل أساسي على الموضوعات الأسطورية اليونانية القديمة. صور فريدريك لايتون إيكاروس في عام 1869 ، ولكن بينما صور لايتون الاستعدادات للرحلة في لوحته، صور درابر النهاية المأساوية لها. بالنسبة للتكوين، اعتمد درابر طريقة لايتون في تصوير شخصيات منفصلة، حيث استخدم أربعة عارضين محترفين من الشباب لرسم جسد إيكاروس وهم (إثيل جوردن، وإثيل وارويك، وفلورنس بيرد، ولويجي دي لوكا).
إن استخدام الجسد الذكري كوسيلة لإبراز المشاعر الذاتية، كما في رثاء إيكاروس ، هو سمة من سمات الرسم والنحت في أواخر العصر الفيكتوري ، وفي رثاء إيكاروس يبدو أن الجسد يذوب داخل ذراعي حورية واحدة. قام درابر بتطبيق تأثيرات الضوء السائلة دون التخلي عن الشكل وأستخدم الألوان الدافئة بشكل أساسي. يشير جلد إيكاروس المدبوغ إلى اقترابه من الشمس قبل أن يسقط صريعاً. تؤكد أشعة الشمس المغيبة على المنحدرات البعيدة على مرور وقت على الحادثة. أخلاقيًا وعاطفيًا وحسيًا، أصبح رثاء إيكاروس في النهاية صورة جيدة التكوين لأسطورة إيكاروس. ومع ذلك، من المدهش إلى حد ما، أن إيكاروس له جناحيه سليمين تمامًا، على عكس الأسطورة حيث تقول بأن الشمع ذاب وسقط إيكاروس وهو يرفرف بذراعيه العاريتين. من المحتمل بأنه تم استخدام صورة «مخلوق مجنح» لخلق مظهر أكثر رمزية ورومانسية للوحة.

## الرسام

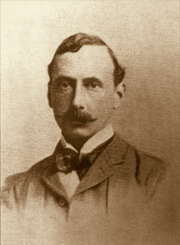
هربرت جيمس درابر سنة 1900

كان هربرت جيمس درابر (1863-1920) رسامًا كلاسيكيًا إنجليزيًا بدأت حياته المهنية في العصر الفيكتوري وامتدت خلال العقدين الأولين من القرن العشرين. ولد في لندن ، وهو ابن لصائغ يُدعى هنري دريبر وزوجته إيما،  تلقى تعليمه في مدرسة بروس كاسل في توتنهام  ثم تابع الفن في الأكاديمية الملكية. قام بالعديد من الرحلات التعليمية إلى روما وباريس بين عامي 1888 و1892 ، بعد أن فاز بالميدالية الذهبية للأكاديمية الملكية ومنحة السفر للطلاب في عام 1889. في تسعينيات القرن التاسع عشر ، عمل كرسام، واستقر في النهاية في لندن. في عام 1891 ، تزوج من إيدا (ني ويليامز) وأنجب منها ابنة، إيفون. توفي بسبب تصلب الشرايين عن عمر يناهز 56.
بدأت أكثر فترات درابر إنتاجية في عام 1894. وركز بشكل أساسي على الموضوعات الأسطورية من اليونان القديمة. فازت لوحته «رثاء إيكاروس» (1898) بالميدالية الذهبية في معرض يونيفرسيل في باريس عام 1900 واشتراها أمناء تشانتري لاحقًا لمعرض تيت. كما كان مسؤولاً عن زخرفة سقف قاعة درابر في مدينة لندن. على الرغم من أن درابر لم يكن عضوًا أو شريكًا في الأكاديمية الملكية ، فقد شارك في المعارض السنوية من عام 1890 فصاعدًا. في السنوات اللاحقة مع تغير الأذواق العامة وأصبحت المشاهد الأسطورية أقل شعبية، ركز أكثر على الصور الشخصية.